# 林志珉
林志珉（1957年—），是中華民國台灣的空手道運動員、教練及世界運動會金牌得主。曾任中華民國空手道協會秘書長、桃園縣中壢市（今桃園市中壢區）市民代表，為中國國民黨黨員。

## 簡歷
林志珉出生於桃園縣中壢市，國小參加棒球及手球校隊。國中三年級時開始學習空手道，接受日本籍教練的指導。高中時曾獲得全國青年杯空手道錦標賽亞軍，畢業後加入國家代表隊。
1981年，他代表國家參加在美國加州聖塔克拉拉舉行的第一屆世界運動會空手道比賽，贏得男子對打75公斤級金牌，這也是中華民國在世界運動會獲得的第一面金牌，同年當選為「全國十大傑出運動員」。
1982年至1985年，他前往沙烏地阿拉伯擔任皇家空手道教練。1985年回國後擔任國家代表隊教練兼選手，至1987年才專職擔任國家代表隊教練。1988年至1998年擔任國家代表隊總教練，其間曾於1993年當選為「全國十大傑出教練」。

## 外部連結
- 林志珉的Facebook專頁
- 教練介紹 - 桃園市體育會空手道委員會 （页面存档备份，存于）